# I Never Loved You Anyway
"I Never Loved You Anyway" er en sang af det keltiske folkrockband The Corrs. Det er den anden single fra deres andet album Talk on Corners, og den blev udgivet i december 1997.

## Spor
1. "I Never Loved You Anyway" (edit) – 3:53
2. "What I Know" – 3:48
3. "I Never Loved You Anyway" (akustisk) – 3:20

## Musikvideo
Musikvideoen blev filmet i Irland en en gammel forladt markedsbygning i Dublin. Videoen viser The Corrs i mere afslappede omgivelser i forhold til det glamourøse og stilede look fra deres foregående video "Only When I Sleep".
Videoen blev instrueret af Dani Jacobs som senere kom til at instruere mange af The Corrs' andre musikvideoer inklusiv "Dreams", "So Young", "What Can I Do", "Would You Be Happier?" og Andreas solosingle "Shame on You".
I denne video valgte han at bruge forskellige visuelle effekter i form af at filme igennem gennemsigtige fotos af blomster og en små stykker spejl. Skriften på væggene, der kan ses i videoen, blev tilføjet senere efter Jacobs havde taget rundt i byen og filmet graffiti og poesi. Ordene "I Never Loved You Anyway" kunne han dog ikke finde nogle steder, og de blev derfor skrevet på en væg.
Jacobs bemærkede, at indspilningen af videoen havde nogle interessante udfordringer, da måger fløj ind og ud af bygningen for at søge ly for den kraftige regn, der faldt på dagen for indspilningen. Sharon Corr har udtalt at man kan se mågerne lande i nogle af optagelserne.

## Hitlister
| Hitliste                      | Højeste placering |
| ----------------------------- | ----------------- |
| Australian ARIA Singles Chart | 31                |
| Canadian Adult Contemporary   | 49                |
| MTV Asia Hitlist              | 6                 |
| UK Singles Chart              | 43                |